# 니콜라이 루빈시테인

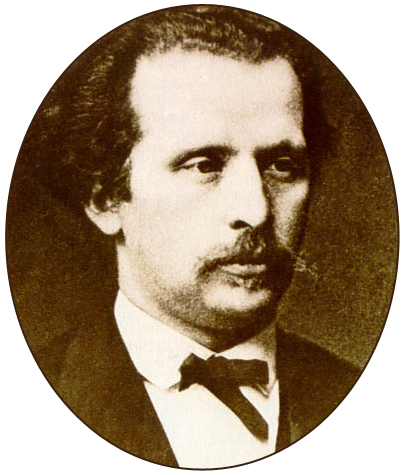
니콜라이 루빈시테인

니콜라이 그리고리예비치 루빈시테인(러시아어: Никола́й Григо́рьевич Рубинште́йн, 1835년 6월 2일 ~ 1881년 3월 23일)은 러시아의 작곡가, 지휘자, 피아니스트이다. 안톤 루빈시테인의 동생이다.
1866년 모스크바 음악원을 개설하고 초대 원장을 지냈으며 형 안톤의 제자 차이콥스키를 음악원의 교수로 초빙했다. 차이콥스키는 자신의 첫 번째 피아노 협주곡을 니콜라이에게 헌정하기로 생각하고 헌정사를 쓴 초고를 가지고 니콜라이를 찾아갔다. 차이콥스키는 자신의 첫 피아노 협주곡의 완성도에 만족하고 있었기 때문에 그에게 좋은 평가를 받을 것이라고 기대하고 있었지만 니콜라이는 피아니스트가 아닌 차이콥스키가 자신에게 의논도 없이 곡을 쓴 것을 언짢게 생각했다. 그는 차이콥스키의 협주곡을 혹평하고 이런 곡은 제대로 칠 수 없기 때문에 대대적인 개작이 필요하다고 말했다. 차이콥스키는 니콜라이를 존경하고 있었지만 그의 처사에 분노를 느껴 그에게 쓴 헌정사를 찢어버리고 독일의 피아니스트 겸 지휘자인 한스 폰 뷜로에게 헌정했다. 뷜로는 1875년 10월 25일 미국에서 이 협주곡을 보스턴 교향악단과의 초연하여 성공을 거두었다. 3년 뒤 니콜라이는 차이콥스키에게 사과했고 자신의 연주회에서 피아노 협주곡 1번을 자주 연주하여 두 사람의 관계는 회복되었다. 차이콥스키는 이후 《피아노 협주곡 제2번》을 니콜라이에게 헌정했다. 니콜라이는 1881년 파리에서 결핵으로 사망했다. 차이콥스키는 그의 죽음을 애도하며 피아노 3중주 가단조를 썼다.